# Serixia javanica
Serixia javanica är en skalbaggsart som beskrevs av Stefan von Breuning 1950. Serixia javanica ingår i släktet Serixia och familjen långhorningar. Inga underarter finns listade i Catalogue of Life.